# Jocs Olímpics d'Estiu de 1920

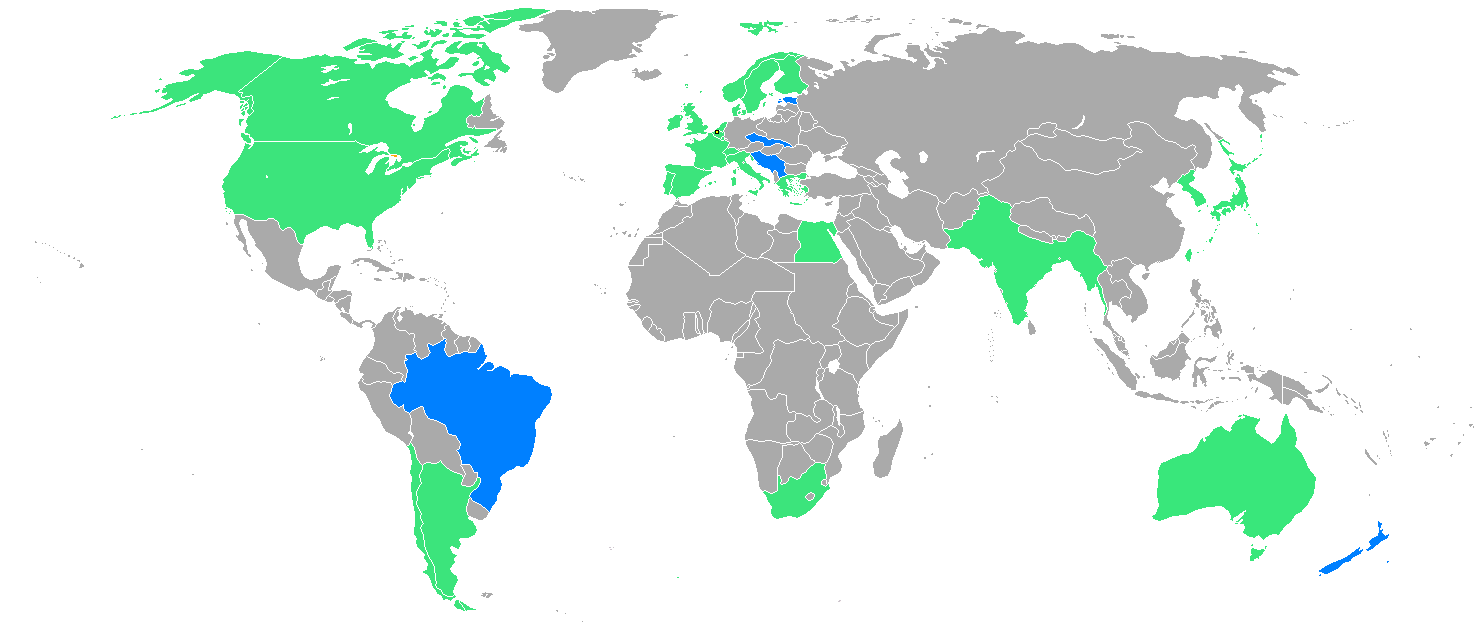
Països participants en els Jocs Olímpics de 1920. Les nacions ombrejades de color blau participaren per primera vegada en aquests jocs.

Els Jocs Olímpics d'Estiu de 1920, oficialment Jocs Olímpics de la VII Olimpíada, es van celebrar a la ciutat d'Anvers (Bèlgica) entre el 14 d'agost i el 12 de setembre de 1920. Hi van participar 2.626 atletes, entre ells 65 dones, de 29 comitès diferents que van competir en 154 proves de 22 esports olímpics diferents.

## Antecedents
Els Jocs Olímpics d'Estiu de 1916 que s'havien de celebrar a la ciutat de Berlín, capital de l'imperi Alemany, es van haver de cancel·lar a causa de l'esclat de la Primera Guerra Mundial. Les seqüeles de la guerra i la Conferència de Pau de París, realitzada el 1919, afectaren els Jocs Olímpics no només a causa dels nous estats que es crearen en acabar la guerra, sinó també per l'aplicació de les sancions adoptades contra les nacions que van perdre la guerra i que foren acusades d'iniciar-la.
Budapest havia estat la ciutat seleccionada per a acollir els Jocs Olímpics d'estiu de 1920 per sobre de les candidatures d'Amsterdam i Lió, però com que l'Imperi Austrohongarès havia estat un aliat de l'Imperi Alemany durant la Primera Guerra Mundial els Jocs van ser traslladats a Anvers l'abril de 1919, per retre tribut a les víctimes de la Primera Guerra Mundial.

## Comitès participants
Participaren un total de 29 comitès nacionals, una més que en els anteriors Jocs d'Estocolm. Hongria, Alemanya, Àustria, Bulgària i Turquia foren excloses d'aquests Jocs per la seva participació en la Primera Guerra Mundial, exclusió que en el cas alemany durà fins al 1925. Dels nous estats creats després de la Guerra Mundial només participaren Estònia, Finlàndia (com a successora del Gran Ducat de Finlàndia) i Txecoslovàquia (com a successora de Bohèmia, que havia participat en les edicions de 1900, 1908 i 1912).
L'Argentina (anteriorment hi havien participat els seus atletes de forma individual), Iugoslàvia, el Brasil i Mònaco van participar per primera vegada en uns Jocs Olímpics. Nova Zelanda, que en les edicions de 1908 i 1912 havia competit en l'equip d'Australàsia juntament amb Austràlia, va competir amb el seu propi equip per primera vegada.
| - Argentina (1) - Austràlia (13) - Bèlgica (336) - Brasil (16) - Canadà (52) - Dinamarca (154) - Egipte (18) - Espanya (58) - Estats Units (288) - Estònia (14) - Finlàndia (63) - França (304) - Grècia (47) - Índia (5) - Itàlia (174) | - Iugoslàvia (15) - Japó (15) - Luxemburg (25) - Mònaco (4) - Noruega (194) - Nova Zelanda (4) - Països Baixos (130) - Portugal (13) - Regne Unit (235) - Sud-àfrica (39) - Suècia (260) - Suïssa (77) - Txecoslovàquia (119) - Xile (2) |

## Esports disputats
Un total de 22 esports foren disputats en aquests Jocs Olímpics, realitzant-se un total de 154 proves. La boxa, el joc d'estirar la corda, l'halterofília, el patinatge artístic, el polo, el tir amb arc, el rugbi foren reincorporats, s'eliminà el beisbol i s'introduí per primer cop l'hoquei sobre gel. Així mateix es realitzà una prova de demostració del korfball i es realitzà una nova prova d'arts.

## Seus
- Anvers - Ciclisme (ruta)
- Beerschot Tennis Club - Tennis
- Camp de Beverlo - Tir olímpic (pistola i rifle)
- Canal marítim Brussel·les-Escalda - rem
- Estadi Broodstraat - Futbol
- Estadi Joseph Marien (Brussel·les) - Futbol
- Estadi Jules Otten (Gant) - Futbol
- Estadi Nàutic d'Anvers - Natació, salts i waterpolo
- Estadi Olímpic - Atletisme, joc d'estirar la corda, futbol, gimnàstica, halterofília, hípica, Hoquei sobre herba, pentatló modern i rugbi
- Estany IJ (Amsterdam) - Vela
- Hoogboom Military Camp - Tir (fossa olímpic i tir al cérvol)
- Parc de Nachtegalen - tir amb arc
- Oostende - Polo i vela
- Jardins del Palau d'Egmont - Esgrima
- Palau de gel d'Anvers - Hoquei sobre gel i patinatge artístic
- Velòdrom d'Anvers Zuremborg - Ciclisme (pista)
- Zoo d'Anvers - Boxa i lluita

## Fets destacats

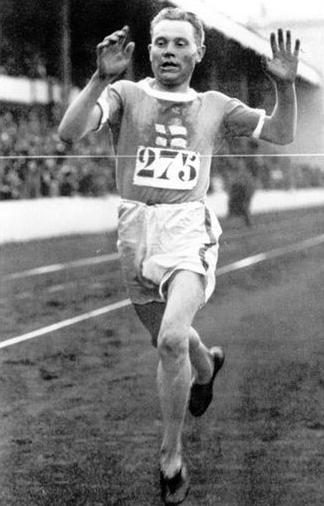
Paavo Nurmi, un dels grans vencedors dels Jocs.

Per primera vegada a la història dels Jocs Olímpics es realitzà el jurament olímpic, s'enlairaren coloms com a símbol de pau i fou hissada la bandera olímpica. Així mateix els participants en els Jocs Olímpics només podien participar-hi com a representants dels seus Comitès Olímpics Nacionals.
En aquests jocs debutà l'atleta Paavo Nurmi, un dels millors esportistes de la història de la competició. L'esgrimista italià Nedo Nadi aconseguí guanyar 5 medalles d'or, liderant així les victòries del seu equip. El nedador Duke Kahanamoku aconseguí retenir el seu títol en els 100 m lliures després de la guerra i, novament, Oscar Swahn es convertí en el medallista de més edat en uns Jocs Olímpics en aconseguir la medalla de plata en una de les proves de tir als 72 anys.

## Medaller
Deu nacions amb més medalles en els Jocs Olímpics de 1920. País amfitrió ressaltat.
| Jocs Olímpics d'estiu de 1920 | Jocs Olímpics d'estiu de 1920 | Jocs Olímpics d'estiu de 1920 | Jocs Olímpics d'estiu de 1920 | Jocs Olímpics d'estiu de 1920 | Anells Olímpics |
| Posició                       | País                          | Or                            | Plata                         | Bronze                        | Total           |
| 1                             | Estats Units                  | 41                            | 27                            | 27                            | 95              |
| 2                             | Suècia                        | 19                            | 20                            | 25                            | 64              |
| 3                             | Regne Unit                    | 15                            | 15                            | 13                            | 43              |
| 4                             | Finlàndia                     | 15                            | 10                            | 9                             | 34              |
| 5                             | Bèlgica                       | 14                            | 11                            | 11                            | 36              |
| 6                             | Noruega                       | 13                            | 9                             | 9                             | 31              |
| 7                             | Itàlia                        | 13                            | 5                             | 5                             | 23              |
| 8                             | França                        | 9                             | 19                            | 13                            | 41              |
| 9                             | Països Baixos                 | 4                             | 2                             | 5                             | 11              |
| 10                            | Dinamarca                     | 3                             | 9                             | 1                             | 13              |

### Medallistes més guardonats
Categoria masculina
| Nom              | CON          | Disciplina  | Or | Plata | Bronze | Total |
| Willis Lee       | Estats Units | Tir olímpic | 5  | 1     | 1      | 7     |
| Lloyd Spooner    | Estats Units | Tir olímpic | 4  | 1     | 2      | 7     |
| Hubert Van Innis | Bèlgica      | Tir amb arc | 4  | 2     | 0      | 6     |
| Carl Osburn      | Estats Units | Tir olímpic | 4  | 1     | 1      | 6     |
| Nedo Nadi        | Itàlia       | Esgrima     | 5  | 0     | 0      | 5     |
| Otto Olsen       | Noruega      | Tir olímpic | 3  | 2     | 0      | 5     |
| Larry Nuesslein  | Estats Units | Tir olímpic | 2  | 1     | 2      | 5     |
| Julien Brulé     | França       | Tir amb arc | 1  | 3     | 1      | 5     |

Categoria femenina
| Nom                 | CON          | Disciplina | Or | Plata | Bronze | Total |
| Ethelda Bleibtrey   | Estats Units | Natació    | 3  | 0     | 0      | 3     |
| Suzanne Lenglen     | França       | Tennis     | 2  | 0     | 1      | 3     |
| Kathleen McKane     | Regne Unit   | Tennis     | 1  | 1     | 1      | 3     |
| Frances Schroth     | Estats Units | Natació    | 1  | 0     | 2      | 3     |
| Irene Guest         | Estats Units | Natació    | 1  | 1     | 0      | 2     |
| Margaret Woodbridge | Estats Units | Natació    | 1  | 1     | 1      | 2     |
| Dorothy Holman      | Regne Unit   | Tennis     | 0  | 2     | 0      | 2     |